# Synodontis ocellifer
Synodontis ocellifer hay ocellated synodontis, là tên của một loài cá da trơn bơi lộn ngược và là loài đặc hữu của phía bắc và tây châu Phi. Chúng được báo cáo là xuất hiện ở 10 quốc gia, bao gồm: Burkina Faso, Cameroon, Chad, Gambia, Ghana, Guinea, Mali, Niger, Nigeria, và Senegal. Vào năm 1900, nhà động vật học người Bỉ gốc Anh George Albert Boulenger đã mô tả loài cá này dựa trên mẫu vật thu thập được ở một con sông nhỏ tên là Kunchow, Gambia. Tên loài ocellifer đến từ hai từ Latin là ocellus, mang nghĩa là "mắt", và ifer mang nghĩa là "mang" hay "cầm". Ý chỉ những đốm màu trắng có viền đen bên ngoài trên hai mặt của cơ thể.

## Mô tả
Tương tự như nhiều loài trong chi Synodontis, S. geledensis xương đỉnh đầu của chúng kéo dài ra phía sau đến tia vây đầu tiên của vây lưng thì dừng lại. Hai bên đầu chúng mọc ra hai cái xương hẹp, cứng, nhám, chiều dài thì hơn chiều rộng, đỉnh thì nhọn. Nhờ bộ phận này mà các nhà nghiên cứu có thể nhận dạng được loài cá này.
Chúng có 3 cặp râu. Một cặp ở hàm trên thì dài, không phân nhánh, có thể có màng ở nối với cơ thể ở gốc, khi mở rộng thì có chiều dài khoảng từ 1+1⁄2 đến 1+3⁄4 lần chiều dài của đầu. Còn hai cặp ở dưới thì có độ dài không bằng nhau. Cặp ngoài cùng thì thì dài hơn cặp trong cùng gấp hai lần và cả hai đều phân nhánh.
Tia vây đầu tiên của vây lưng và vây ngực thì cứng và có đỉnh nhọn. Ở phần lưng thì hơi cong, ngắn hơn chiều dài của đầu một chút, phía trước thì mềm hoặc có răng cưa rất ít và phía sau thì nhiều răng cưa hơn. Còn ở phần ngực thì dài bằng chiều dài của đầu và có răng cưa ở 2 bên. Vây hậu môn thì có 4 tia vây không nhánh và 8 tia vây phân nhánh, đỉnh thì cùn. Vây đuôi thì chia ra làm 2 rất rõ ràng, thùy trên dài hơn thùy dưới.
Ở hàm trên thì răng của chúng có hình cái đục, còn ở hàm dưới thì có hình chữ S (hay hình cái móc). Số lượng răng ở hàm dưới thường được dùng để phân biệt các loài, ở Synodontis caudovittatus thì hàm dưới có 20 đến 30 cái răng.
Hai bên cơ thể và lưng của loài cá này có màu nâu xám, mặt dưới thì có màu trắng. Hai bên cơ thể và cả phần vây mỡ đều có những đốm màu trắng có viền đen bên ngoài.
Chiều dài của chúng khi trưởng thành có thể lên đến 49 cm (19 in). Nhìn chung thì cá thể giống cái thì to hơn giống đực dù cùng lứa tuổi với nhau.

## Môi trường sống và tập tính
Trong tự nhiên, loài cá này có thể được tìm thấy ở sông Chad, sông Niger, sông Volta, sông Senegal và sông Gambia.
Hành vi sinh sản của các loài trong chi Synodontis hầu như vẫn chưa rõ, ngoại trừ việc đếm được số lượng trứng từ việc đánh bắt được các cá thể cái. Mùa sinh sản thì có lẽ diễn ra vào mùa lũ từ tháng 7 đến tháng 10, rồi chúng bắt cặp và bơi cùng nhau đến hết mùa sinh sản. Tốc độ phát triển của chúng tăng nhanh vào năm đầu tiên rồi giảm dần theo từng năm.